# 溫石棉 (亞利桑那州)
溫石棉（英語：Chrysotile）是位於美國亞利桑那州希拉縣的一個非建制地區。該地的面積和人口皆未知。

## 地理
溫石棉的座標為33°44′25″N 110°34′00″W / 33.74028°N 110.56667°W，而該地的平均海拔高度為1426米（即4678英尺）。